# بدون پارو
بدون پارو (به انگلیسی: Without a Paddle) فیلمی در ژانر کمدی به کارگردانی استیون بریل محصول سال ۲۰۰۴ است.